# Lichtwark (Schiff)
Die Lichtwark war eine 1928 gebaute Hafenfähre, die 1946 im Sturm auf der Unterelbe sank. Dabei starben 101 Menschen. Nach der Hebung verkehrte sie noch bis 1977 in Hamburg, anschließend in Lissabon als Castelo und ab 1989 als Ausflugsschiff Vista Douro auf dem Douro.

## Bau und technische Daten
Speziell für den Dienst im Hamburger Hafen bestellte die Hafendampfschiffahrts-Actien-Gesellschaft (HADAG) 1927 erstmals seit 1912 wieder eine ganze Schiffsklasse. Die vier Dampfer erhielten eine Dampfmaschine, da diese im Hafenbetrieb mit den vielen Manövern schneller umsteuerbar waren als die auf Langstrecken bewährten Dieselmotoren. Das Typschiff Lichtwark – benannt nach dem Kunsthistoriker und Museumsleiter Alfred Lichtwark – wurde auf der Hamburger Stülcken-Werft unter der Baunummer 652 auf Kiel gelegt. Ihr folgten die Schwesterschiffe Brinckmann (1928, Baunummer 653), Hasse (1929, 656) und Mahler (1929, 657). Der Stapellauf der Lichtwark fand am 22. Mai 1928 statt, die Ablieferung erfolgte am Monatsende.
Ihre Länge betrug 23,55 Meter, sie war 6,5 Meter breit und wies einen Tiefgang von 2,2 Metern auf. Das Schiff war mit 142 BRT vermessen. Als Antrieb wurde eine Verbunddampfmaschine der Stülcken-Werft eingebaut, die 250 PS leistete. Damit erreichte die Lichtwark 9,3 Knoten. Beim Umbau 1957/58 wurde die Maschine durch einen Vierzylinder-Dieselmotor der Modag (Motorenfabrik Darmstadt) mit 280 PS ersetzt. Das Schiff war als Fähre ursprünglich für 300 Passagiere und zuletzt als Ausflugsschiff für 120 Passagiere zugelassen. Die Besatzung bestand aus vier Mann.

## Geschichte

### Hamburger Hafenfähre
Die HADAG stellte die Hafenfähre mit der Ablieferung am 31. Mai 1928 in Dienst. Sie setzte sie in den nächsten zehn Jahren im Hamburger Hafen ein, ohne dass besondere Vorkommnisse überliefert sind. Während des Zweiten Weltkrieges diente die Lichtwark ab 1943 als Feuerlöschboot. Eine Aufgabe solcher auch als „Löschdampfer“ bezeichneten Schiffe lag in der Nutzung der Schiffspumpen zur Auffüllung der Löschteiche, darüber hinaus war die HADAG seit langem vertraglich verpflichtet, ihre Schiffe mit Feuerspritzen auszurüsten. Am Kriegsende befand sich die Lichtwark zur Grundüberholung in der Werft und wurde anschließend an die HADAG zurückgegeben. Über die Reederei setzte die britische Militärregierung die Lichtwark als Verkehrsschiff ein. Dabei beförderte sie Angehörige des Deutschen Minenräumdienstes zwischen Hamburg und Cuxhaven.

### Untergang
Für eine dieser Fahrten verließ die Lichtwark am 24. Februar 1946 gegen 8 Uhr bei Sturm den Hafen, um 105 Soldaten des Deutschen Minenräumdienstes nach Cuxhaven zu bringen. Mit Besatzung und Transportführung befanden sich insgesamt 110 Personen an Bord des Schiffes. Trotz Sturm und Bedenken des Schiffsführers bestanden die Briten darauf, dass das Schiff auslief. Bei Brunsbüttelkoog traf der Ebbstrom auf die aufgewühlte Nordsee und da das überkommende Wasser nicht mehr richtig ablief, versuchte der Schiffsführer das Schiff zu wenden und zurückzufahren. Dabei kenterte das Schiff und sank vor der Ostemündung (53° 52′ 33″ N, 9° 4′ 57″ O). Nur neun Personen konnten gerettet werden, 101 Menschen starben.

### Wieder in Dienst
In siebentägiger Arbeit wurde die Lichtwark vom Bergungsschiff Ausdauer vom 18. bis zum 24. März gehoben. Nach der Reparatur nahm die HADAG den Dampfer wieder in Dienst. In den Jahren 1957/58 unterzog die HADAG die Lichtwark einem größeren Umbau. Auf der Hamburger Werft Pohl & Jozwiak wurde zunächst die Verbundmaschine durch einen Dieselmotor ersetzt. Zugleich erhielt das Schiff neue Aufbauten: Ihr Aussehen wurde den Fähren des Typs II angeglichen, so dass sich das Erscheinungsbild des Schiffes grundlegend änderte. Noch bis 1977 setzte die HADAG das inzwischen fast 50 Jahre alte Schiff ein und verkaufte es am 3. Oktober 1977 nach Portugal.

### Fähre auf dem Tejo und Ausflugsschiff auf dem Douro
Käufer des Schiffes war die Lissaboner Fährgesellschaft Transtejo & Soflusa, die 1977 von der HADAG fünf Fährschiffe ankaufte. Neben der Lichtwark, die den Namen Castelo erhielt, waren das die Typ-II- und Typ-III-Fähren Volksdorf (neuer Name Marvila), Ottensen (Mouraria), Othmarschen (Vouga) und Falkenstein (Porto Brandão). Anfang 1978 nahm die Castelo den Dienst auf und beförderte noch einmal rund zwölf Jahre lang Passagiere zwischen Lissabon am Nordufer und den Gemeinden am Südufer des Tejo.
1989 verkaufte die Fährgesellschaft das Schiff an den portugiesischen Anbieter für Flusskreuzfahrten DouroAzul - Sociedade Marítimo-Turística. Das Schiff erhielt den Namen Vista Douro, neuer Heimathafen wurde Porto, wo auch der Douro in den Atlantik mündet. Die Vista Douro wurde zum Ausflugs- und Restaurantschiff umgebaut und war das erste Schiff des Anbieters. Anschließend kam es auf dem Douro in Fahrt. 2013 verkaufte Douro Azul das Schiff an Rota do Douro Cruises aus dem benachbarten Vila Nova de Gaia. Das Unternehmen behielt den Namen des Schiffes bei und setzte es als Ausflugsschiff weiter auf dem Douro ein. Im September 2023 war das Schiff noch in Fahrt.